# Pompei
Pompei är en ort och kommun i storstadsregionen Neapel, innan 2015 provinsen Neapel, i regionen Kampanien i Italien. Kommunen hade 25 207 invånare (2017).
I kommunen ligger världsarvet den antika staden Pompeji.